# Людвиг VIII (ландграф Гессен-Дармштадта)
Людвиг VIII Гессен-Дармштадтский (нем. Ludwig VIII von Hessen-Darmstadt; 5 апреля 1691, Дармштадт — 17 октября 1768, там же) — правитель (ландграф) Гессен-Дармштадта на протяжении без малого 30 лет в 1739—1768 годах и австрийский генерал-фельдмаршал (1741). 

## Биография
Сын ландграфа Эрнста Людвига и его супруги Доротеи Шарлотты Бранденбург-Ансбахской, дочери маркграфа Альбрехта II Бранденбург-Ансбахского.
5 апреля 1717 года в замке Филиппсруэ Людвиг женился на графине Шарлотте Ганау-Лихтенбергской, дочери и единственной выжившей наследнице Иоганна Рейнхарда III Ганау-Лихтенбергского,  получил графство Ганау-Лихтенберг в качестве приданого и присоединил его к своим владениям. Номинально его жена оставалась правительницей графства в собственном праве, пока в 1736 году его не унаследовал их общий старший сын. Это, в свою очередь, спровоцировало долгую тяжбу с ландграфом Гессен-Кассельским, которая разбиралась в имперском Верховном суде, и по итогам которой в конце концов Людвиг-старший и его сын, также Людвиг, сумели сосредоточить в своих руках большую часть территории прежнего графства Ганау.  
Во время Силезских войн принял сторону австрийского императора, в результате чего получил в 1741 году звание австрийского генерал-фельдмаршала, а земли Гессен-Дармштадта стали ареной боевых действий, от чего пострадала экономика ландграфства.
Репутация Людвига в качестве правителя являлась неоднозначной. С одной стороны, он являлся меценатом и любителем искусства, в особенности живописи и музыке. При нём в Дармштадте работали художники Иоганн Кристиан Фидлер, Иоганн Конрад Зеекац и Кристиан Людвиг фон Лёвенштерн, композиторы  Кристоф Граупнер и Эрнст Кристиан Гессе, однако ни один из них не достиг устойчивой общеевропейской известности. Людвиг регулярно посещал дармштадский оперный театр и даже сочинял музыку сам. С другой стороны, экономика ландграфства в результате неосмотрительной внешней политике пребывала в расстройстве большую часть правления Людвига, и только когда он назначил премьер-министром талантливого администратора Фридриха Карла фон Мозеру, тому удалось привести финансовые дела государства в достойный вид.
Не ограничивая свою благотворительность сферой искусства, Людвиг выстроил в Дармштадте сиротский приют. Кроме того, при нём в столице ландграфства впервые в истории появилось уличное освещение. Была основана и пущена в работу текстильная фабрика. С другой стороны, Людвиг отличался самодурством. Известный своей ненавистью к кофе, он издал указы, запрещавшие его подданным употребление этого напитка. Всякому, кто окажется застигнут с чашкой кофе или же кофейником в руке, полагалось наказание в виде штрафа. 
Однако главной страстью ландграфа Людвига (и главной головной болью для его поданных) являлась псовая охота. Роскошный охотничий выезд ландграфа требовал огромных расходов на содержание лошадей (новые конюшни для которых были построены на площади в центра Дармштадта), собак, «охотничьих домиков» более напоминающих дворцы (к построенному ещё его отцом, также заядлым охотником, охотничьему домику Кранихштейн, Людвиг добавил ещё, как минимум два: «Замок Дианы» и Грисхаймер), и экипажей (согласно позднейшей народной легенде, в охотничий экипаж ландграфа Людвига запрягались белые олени). В охоте участвовал целый штат профессиональных егерей, один из которых написал целую книгу о «Наиболее блистательных выстрелах, сделанных на охоте его высочеством владетельным ландграфом», немедленно изданную за государственный счёт. Все эти развлечения тяжким бременем ложились на плечи жителей сравнительно небольшого государства (всё население которого даже столетием позже, с учётом заметного увеличения территории, не достигало миллиона человек). От подданных Людвиг получил прозвище «Ландграф-охотник» («Ягдландграф»; нем. Jagdlandgraf).
На протяжении двадцати лет (с 1747 по 1768 год) Людвиг вёл тяжбу со своим «соседом», Фридрихом IV, ландграфом Гессен-Гомбургским, и его матерью, Кристиной-Шарлоттой Сольмс-Браунфельсской, за право управления Браубахом. Скончался он в опере во время представления. 

## Семья и потомки
В браке с Шарлоттой Кристиной Ганау-Лихтенбергской родились:
- Людвиг IX Гессен-Дармштадтский (15 декабря 1719, Дармштадт — 6 апреля 1790, Пирмазенс)
  - ∞ 12 августа 1741 пфальцграфиня Каролина Генриетта Христина Цвейбрюккен-Биркенфельдская (9 марта 1721, Страсбург — 30 марта 1774, Дармштадт)
- Шарлотта Вильгельмина Фридерика (08 октября 1720, Дармштадт — 25 февраля 1721, Дармштадт)
- Георг Вильгельм (11 июля 1722, Дармштадт — 21 июня 1782, Дармштадт)
  - ∞ Хайдесгайм-на-Рейне 6/15/16 марта 1748 Луиза, графиня Лейнинген-Дагсбург-Фалькенбургская (16 марта 1729, Обригхайм — 11 марта 1818, Нойштрелиц)
- Каролина Луиза (11 июля 1723 — 8 апреля 1783)
  - ∞ 28 января 1751 Карл Фридрих, Великий герцог Баденский (22 ноября 1728, Карлсруэ — 10 июня 1811, Карлсруэ)
- Августа (16 марта 1725, Дармштадт — 13 мая 1742, Дармштадт)
- Иоганн Фридрих Карл (7 мая 1726, Дармштадт — 25 января 1746, Дармштадт)

## Награды
- Орден Белого орла (Речь Посполитая)
- Орден Слона (Дания; 1740)